# Victory Road (2017)
Pour les articles homonymes, voir Victory Road.
Victory Road (2017) est un évènement de catch professionnel produit par la fédération américaine Impact Wrestling. Il s'est déroulé le 28 septembre 2017 au Universal Studios à Orlando, Floride. Il s'agit du neuvième évènement de la chronologie des Victory Road.

## Contexte
Cet événement de catch professionnel présente différents matchs impliquant des catcheurs heel (méchant) et face (gentil), ils combattent sous un script écrit à l'avance

## Tableau des matches
| Ordre par numéros | Match* | Stipulation(s)                                    |
| --- | --- | ------------------------------------------------- |
| 1 | Trevor Lee bat Petey Williams                                                                                        | Singles Match pour le GFW X Division Championship |
| 2 | Sienna, Taryn Terrell et Taya Valkyrie battent Allie, Gail Kim et Rosemary                                           | Six Tag Team Match                                |
| 3 | oVe (Dave et Jake Crist) battent The Latin American Xchange (Santana et Ortiz) (c) (avec Diamante, Konnan et Low Ki) | Tag Team Match pour les GFW Tag Team Championship |
| 4 | Eli Drake (c) bat Johnny Impact                                                                                      | Singles Match pour le GFW Global Championship     |
| La lettre C placée entre parenthèses désigne la personne ou l’équipe championne en titre. * La carte peut être changée | |                                                   |